# Pseudoeucanthus
Pseudoeucanthus is een geslacht van eenoogkreeftjes uit de familie van de Bomolochidae. De wetenschappelijke naam van het geslacht is voor het eerst geldig gepubliceerd in 1906 door Brian.

## Soorten
- Pseudoeucanthus alosae (Brian, 1902)
- Pseudoeucanthus australiensis Roubal, Armitage & Rhode, 1983
- Pseudoeucanthus kerkennensis Essafi, Cabral & Raibut, 1984
- Pseudoeucanthus spinosus Byrnes T., 1986
- Pseudoeucanthus uniseriatus Wilson C.B., 1913